# アイナックス稲本
アイナックス稲本株式会社は、東京都品川区に本社を置く、業務用洗濯機・乾燥機を製造販売する企業。2017年から東証一部上場の三浦工業株式会社の傘下企業。

## 沿革

### 稲本製作所
- 1917年（大正6年） - 金沢市にて稲本鉄工所を設立、医療機器、織機部品加工品の製造を営む
- 1952年（昭和27年） - 資本金100万円の株式会社に改組。業務用洗濯機の製作を開始
- 1970年（昭和45年） - 住友商事株式会社が経営参画。米国・ワセックス社と技術提携
- 1976年（昭和51年） - チャレンジ・クックブラザーズ社（米国）と技術提携
- 2017年（平成29年） - 三浦工業株式会社が全株式を取得、子会社化[1]

### アイナックス
- 1970年（昭和45年） - 株式会社稲本製作所製品の販売とサービスを目的として、住友商事株式会社の全額出資により設立
- 1984年（昭和59年） - 株式会社アイナックスに社名変更
- 2005年（平成17年） - 住商アイナックス株式会社に社名変更
- 2015年（平成27年） - 株式会社アイナックスに社名変更

### アイナックス稲本
- 2017年（平成29年） - 株式会社アイナックスと株式会社稲本製作所が合併し、アイナックス稲本株式会社に商号変更[2]

## 拠点
- 白山工場 - 石川県白山市源兵島町948
- 白山テクニカルセンター - 石川県白山市松本町1268-10